# مارین پرید، سنگاپور
مارین پرید، سنگاپور (به انگلیسی: Marine Parade) یک ناحیهٔ شهری در کشور سنگاپور است که در سرشماری سال ۲۰۱۰ میلادی، ۴۷٬۳۱۸ نفر جمعیت داشته‌است.